# Conquilla
|  | Per a altres significats, vegeu «conquilla (esport)». |

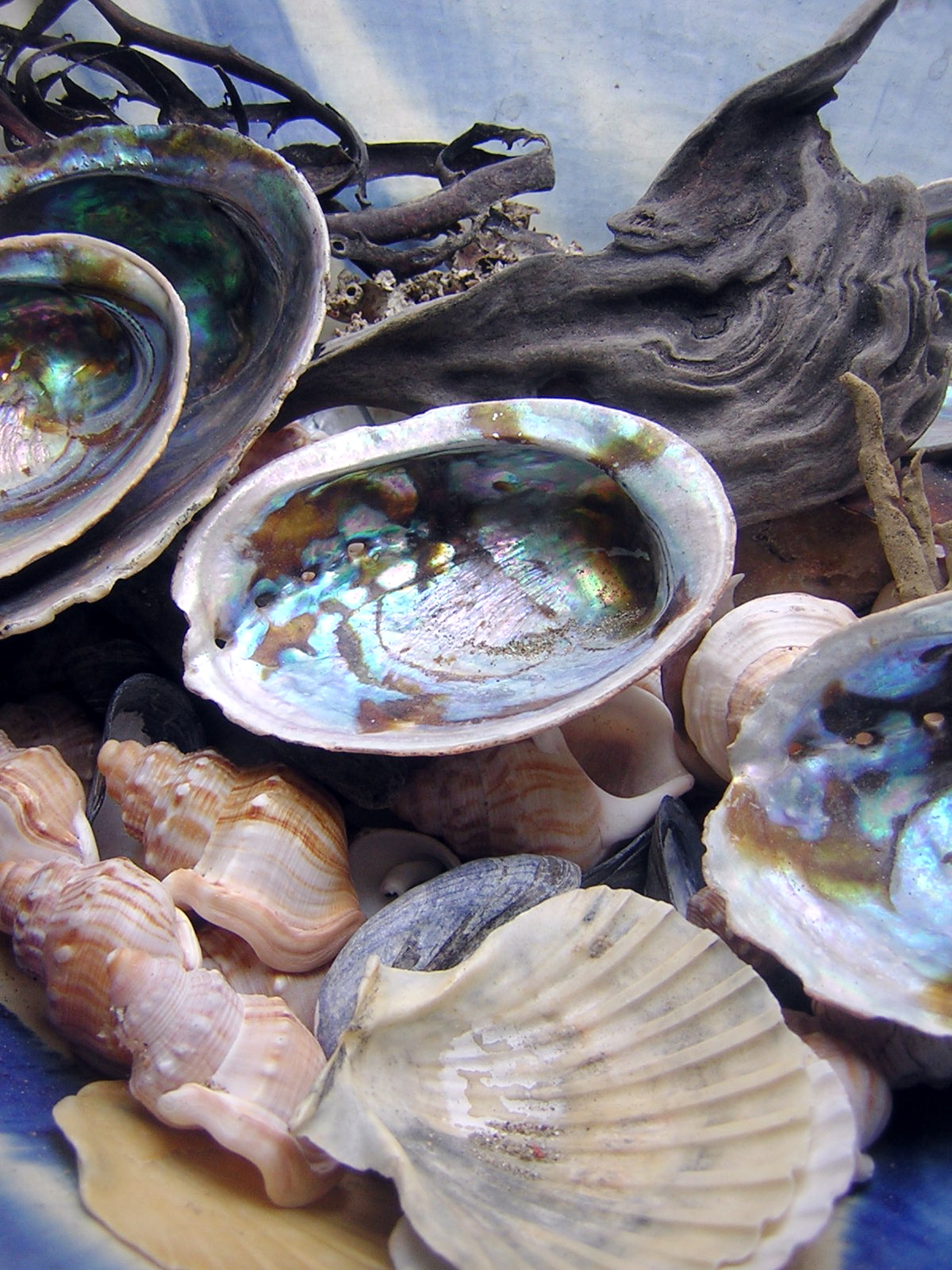
Col·lecció de diverses conquilles

Una conquilla o carculla és la closca o cobertura dura, rígida i exterior que posseeixen els exoesquelets dels mol·luscs. En els bivalves s'anomena petxina. Les conquilles són l'objecte d'estudi de la conquiliologia. Les petxines solen estar fetes de nacre, una barreja orgànica de capes de conquiolina, seguida d'una capa intermèdia de calcita o aragonita, i finalment una capa de carbonat de calci (CaCO₃) cristal·litzat. De vegades es diu que les petxines contenen quitina, però aquest és un material que no té cap relació. Les petxines són molt duradores i romanen molt més temps que els animals de cos tou que les produeixen. En llocs on s'acumulen grans quantitats de petxines es formen sediments que poden convertir-se per compressió en calcària.

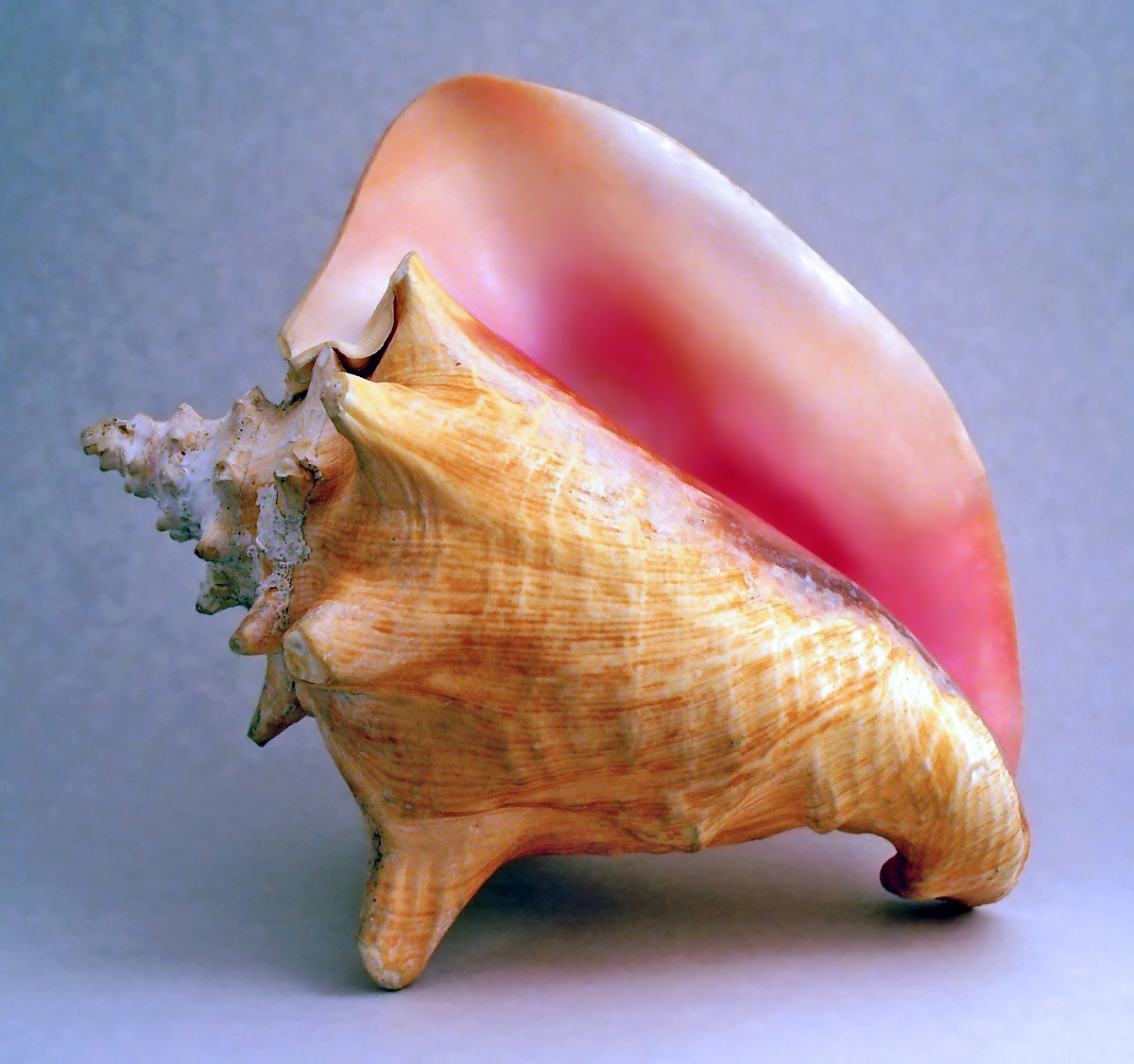
Conquilla de Strombus gigas

El nacre és segregat per unes cèl·lules ectodèrmiques del mantell de certes espècies de mol·luscs. La sang dels mol·luscs és rica en una forma soluble de calci, que es concentra fora del flux sanguini i es cristal·litza com a carbonat de calci. Els cristalls individuals de cada capa difereixen en la seva forma i orientació. El nacre es diposita de forma contínua en la superfície interna de la petxina de l'animal (la capa nacrada iridescent, també coneguda com a mareperla). Aquests processos proporcionen al mol·lusc un mitjà per allisar la mateixa conquilla i mecanisme de defensa contra organismes paràsits i deixalles nocius. Quan un mol·lusc és envaït per un paràsit o molestat per un objecte estrany que l'animal no pot expulsar, entra en acció un procés conegut com a enquistament, pel qual l'entitat ofensiva es veu embolicada, de forma progressiva, per capes concèntriques de nacre. Amb el temps es formen les perles, i l'enquistament es manté mentre el mol·lusc visqui.

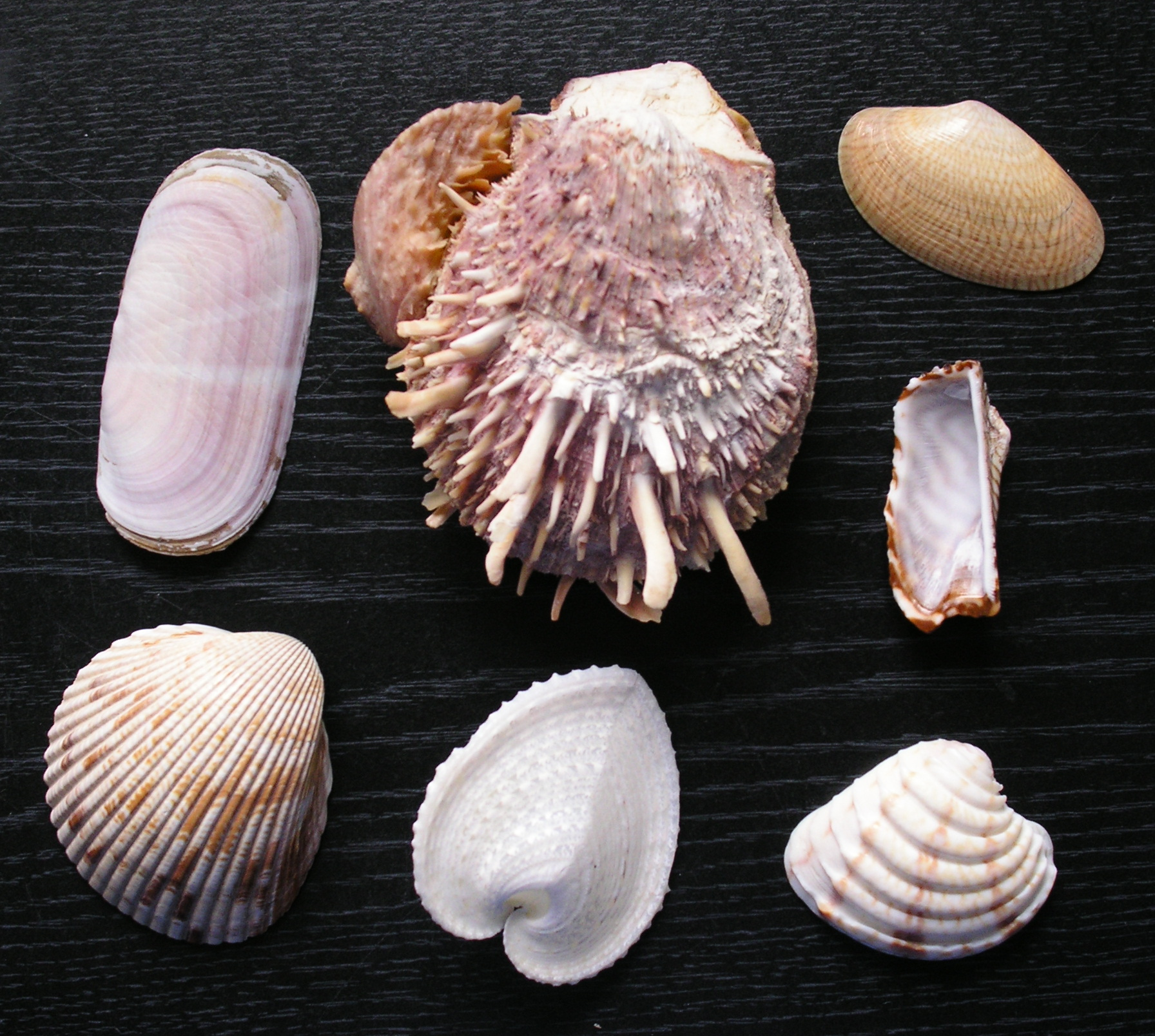
Conquilles de bivalves

Els bivalves (literalment "dues valves") cada valva és una part de l'esquelet exterior (la conquilla). Les valves estan unides en la seva part dorsal per una xarnera o lligament elàstic, que permet l'obertura i tancament d'ambdues parts. Les valves poden ser:
- Equilaterals: són aquelles que es presenten iguals a cada costat de l'eix central.
- Equivalve: aquelles que són d'igual forma i grandària.
- Inequivalve: són aquelles que presenten formes diferents en un mateix organisme.
- Subquadrada: són de forma similar a un quadrat, trapezi o rectangle.

La conquilla dels mol·luscs gastròpodes està formada per una peça asimètrica enrotllada en espiral l'obertura quedarà cap a la dreta o cap a l'esquerra si s'observa la conquilla amb l'àpex cap amunt i l'obertura cap a l'observador. La majoria de les espècies de mol·luscs gastròpodes tenen una conquilla que s'obre cap a la dreta, mentre que a la resta d'espècies s'obre cap a l'esquerra. Es tracta d'un caràcter específic, tot i que dins d'una mateixa espècie, poden néixer individus amb aquest caràcter disposa al contrari, constituint rareses zoològiques.